# Liste der Naturschutzgebiete im Landkreis Calw
Im Landkreis Calw gibt es 26 Naturschutzgebiete mit einer Fläche von 1.980,71 ha. Für die Ausweisung von Naturschutzgebieten ist das Regierungspräsidium Karlsruhe zuständig. Nach der Schutzgebietsstatistik der Landesanstalt für Umwelt, Messungen und Naturschutz Baden-Württemberg (LUBW) stehen 2.230,29 Hektar der Kreisfläche unter Naturschutz, das sind 2,80 Prozent.
| Name                                       | Bild | Kennung            | Einzelheiten | Position | Fläche Hektar | Datum         |
| ------------------------------------------ | ---- | ------------------ | --- | -------- | ------------- | ------------- |
| Waldmoor-Torfstich                         |      | 2.024 WDPA: 82856  | Oberreichenbach Moorgebiet im Nordschwarzwald im Bereich des Oberen Buntsandsteins. Quellgebiet des Vorderen Rotenbachs. Ehemaliges Torfstichgelände mit sich regenerierendem Hochmoor. Urwaldartiger Birken-Spirken-Moorwald; Bannwald (LWaldG § 32). | ⊙        | 63,4          | 20. Mai 1983  |
| Zavelsteiner Krokuswiesen                  |      | 2.036 WDPA: 82954  | Bad Teinach-Zavelstein, Calw Weithin bekannte und reiche Krokusbestände; naturnahe und landschaftlich reizvolle Wiesenlandschaft um die Stadt Zavelstein. | ⊙        | 52,5          | 29. Okt. 1979 |
| Simmozheimer Wald                          |      | 2.041 WDPA: 82594  | Simmozheim Mit Waldkiefern locker bestandene Kalkmagerweide von hervorragender Bedeutung als Wuchsort zahlreicher geschützter Pflanzenarten. | ⊙        | 12,7          | 21. Dez. 1979 |
| Hülbe bei Sulz                             |      | 2.070 WDPA: 163818 | Wildberg Hülbe und Teiche als Lebensraum einer artenreichen Pflanzen- und Tierwelt, bedeutendes Laichgebiet hochgradig gefährdeter Amphibienarten; artenreicher, standortgemäßer Laubmischwald. | ⊙        | 5,4           | 19. Jan. 1984 |
| Mindersbacher Tal                          |      | 2.085 WDPA: 164627 | Ebhausen, Nagold Wiesental im geologisch und erdgeschichtlich bedeutsamen Grenzbereich zwischen dem Oberen Buntsandstein des Schwarzwaldes und dem Muschelkalk der Oberen Gäue; Feuchtgebiete, Trockenrasen, Streuobstbestände und standortgemäße Laubwaldgesellschaften. | ⊙        | 51,6          | 24. Okt. 1985 |
| Monbach, Maisgraben und St. Leonhardquelle |      | 2.115 WDPA: 164657 | Bad Liebenzell, Teilorte Möttlingen und Monakam (Landkreis Calw), Neuhausen (Enzkreis) 2 Teilgebiete, St. Leonhardquelle als erdgeschichtlich einzigartige Quellformation im Muschelkalk mit typischen und artenreichen Pflanzen- und Tiergesellschaften; Felsenmeer-Hänge und Wasserkaskaden der Buntsandsteinschlucht | ⊙        | 42,0          | 14. Dez. 1988 |
| Oberer Gründel                             |      | 2.126 WDPA: 164871 | Egenhausen, Haiterbach Für die Schwarzwald-Randplatten typische Landschaft als Standort vor allem von Halbtrockenrasengesellschaften. | ⊙        | 29,5          | 29. Dez. 1989 |
| Falchenwiesen                              |      | 2.131 WDPA: 163019 | Neuweiler Quellendurchsetzter Talursprung der Teinach mit Wiesen, Feuchtwiesen und Seggenbeständen mit artenreicher Tierwelt, insbesondere Vogelarten. | ⊙        | 10,4          | 5. Apr. 1990  |
| Gültlinger und Holzbronner Heiden          |      | 2.140 WDPA: 163409 | Wildberg, Calw 8 Teilgebiete. Die mosaikartige Landschaft des Nagold-Heckengäu und Würm-Heckengäu gilt es zu entwickeln und zu pflegen; Halbtrockenrasen, steinige flachgründige Ackerflächen mit reicher Wildackerflora und größere Streuobstwiesenbestände. | ⊙        | 328,8         | 22. Jan. 1991 |
| Hacksberg und Steckental                   |      | 2.148 WDPA: 163468 | Ostelsheim Typische Heckengäulandschaft, heterogen strukturierte Trockenbiotope mit zahlreichen typischen Pflanzen- und Tierarten. | ⊙        | 61,9          | 20. Dez. 1991 |
| Köllbachtal mit Seitentälern               |      | 2.149 WDPA: 164192 | Altensteig, Neuweiler, Simmersfeld Naturnahe Tallandschaft der Enz-Nagold-Platten mit vielfältigen Feuchtgebietstypen; kulturhistorisch einzigartige Wässerwiesen und sonnenexponierte Hänge mit Hecken und Natursteinmauern. | ⊙        | 99,9          | 20. Dez. 1991 |
| Egenhäuser Kapf mit Bömbachtal             |      | 2.150 WDPA: 162850 | Altensteig, Egenhausen Naturraumtypische Landschaft der Bösinger Wellenkalkplatte; Wacholderheiden, Halbtrockenrasen, Kiefernwälder, Hecken, Streuobstwiesen, Wirtschaftswiesen, Steinbrüche und Bachtäler. | ⊙        | 150,3         | 20. Dez. 1991 |
| Staufen                                    |      | 2.151 WDPA: 165649 | Rohrdorf Naturnahe, reich strukturierte Landschaft des Nagold-Heckengäu; Trockengebiete und wechselfeuchte Biotope als Lebensraum typischer, spezialisierter Tier- und Pflanzenarten. | ⊙        | 73,0          | 5. Juni 1992  |
| Gebersack                                  |      | 2.156 WDPA: 163204 | Wildberg Halbtrockenrasen, steinige, flachgründige Ackerflächen und Hecken; naturraumtypische Landschaft des Würm-Heckengäu. | ⊙        | 16,5          | 27. Nov. 1992 |
| Heiligkreuz und Schloßberg                 |      | 2.159 WDPA: 163603 | Nagold Weitgehend mit natürlicher Laubwaldbestockung, artenreiche Bodenvegetation frischer Kalkbuchenwälder und trockene Orchideen-Hangbuchenwälder; Verzahnung der Wald und Waldsaumbereiche mit offenen Wiesen-, Streuobstwiesen- und Heckenbereichen. | ⊙        | 66,3          | 29. Dez. 1992 |
| Waldach- und Haiterbachtal                 |      | 2.163 WDPA: 166139 | Haiterbach, Nagold Naturnaher, reich strukturierter Landschaftsausschnitt mit vielfältigen Trockengebietstypen sowie feuchten und wechselfeuchten Biotopen mit seltenen geschützten Tier- und Pflanzenarten. | ⊙        | 72,2          | 31. Dez. 1992 |
| Haiterbacher Heckengäu                     |      | 2.166 WDPA: 163488 | Haiterbach 6 Teilgebiete. Alte Kulturlandschaft mit kleingliedriger Struktur aus Obstwiesen, Nadel- und Laubmischwäldern, Hecken, Feld- und bachbegleitenden Gehölzen, Steinriegeln, Seggenrieden, feucht-nassen bis trockenen Wiesen; Weiden und Quellfluren. | ⊙        | 137,3         | 21. Juli 1993 |
| Hesel-, Brand- und Kohlmisse               |      | 2.169 WDPA: 163661 | Neuweiler, Oberreichenbach Seit Jahrhunderten vom Menschen geprägte, reich strukturierte Wälder und Waldmoore, Lebensraum typischer, seltener und spezialisierter Tier- und Pflanzenarten. | ⊙        | 195,1         | 10. Dez. 1993 |
| Hörnle und Geißberg                        |      | 2.176 WDPA: 163799 | Simmozheim Kleinräumig strukturierte Landschaft auf Muschelkalk mit Halbtrockenrasen, mageren Wiesen, steinreichen Ackerflächen, Hecken, Streuobstwiesen und kleinen Steinbrüchen als Lebensraum spezialisierter Tier- und Pflanzenarten, insbesondere Kleinsäuger, Reptilien, Amphibien, Schmetterlinge, Käfer etc. | ⊙        | 67,9          | 30. Dez. 1993 |
| Albtal und Seitentäler                     |      | 2.178 WDPA: 162059 | Bad Herrenalb (Landkreis Calw), Ettlingen, Karlsbad, Malsch, Marxzell, Waldbronn (Landkreis Karlsruhe), Gaggenau, Loffenau (Landkreis Rastatt), Straubenhardt (Enzkreis) Talauen als offene Landschaftsräume mit vielfältigen Biotopen, wie Fließ- und Stillgewässer, Quellen, naturnahe Laub- und Nadelwälder, Galeriewälder, Hecken, Steinriegel, Trockenmauern, Felsen, Blockhalden, Nass- und Feuchtwiesen, Seggenriede, Röhrichte, Klingen und Klammen; historische Wässerwiesenanlagen. | ⊙        | 620,6         | 1. Juni 1994  |
| Ziegelberg                                 |      | 2.185 WDPA: 166407 | Nagold Naturnahe, reich strukturierte Landschaft des Nagold-Heckengäu, vielfältige Trockengebietstypen und Heckenkomplexe mit seltenen und geschützten Tier- und Pflanzenarten; Steinbruch mit offenen Felswänden und Pionierstandorten; Kiefern-Fichten-Mischbestände und extensiv genutzte Offenlandbereiche. | ⊙        | 55,8          | 16. Dez. 1994 |
| Schmalzmisse                               |      | 2.188 WDPA: 165437 | Altensteig, Simmersfeld Seit Jahrhunderten vom Menschen geprägte, reich strukturierte, lichte Kiefern-/Tannen-/Eichen-(Buchen)-Bestände sowie Waldmoore der Enz-Nagold-Missen, die entwickelt und gepflegt werden sollen; vernäßte oder missige bzw. trockene, flechtenreiche Waldbestände; Lebensraum seltener und spezialisierter Tier- und Pflanzenarten, insbesondere verschiedene Rentier- und Becherflechten, Torfmoose, Sauergräser, Heidekrautgewächse, Spinnen und Insekten, Reptilien, Amphibien und Vögel. | ⊙        | 47,9          | 29. Mai 1995  |
| Teufels Hirnschale                         |      | 2.198 WDPA: 165857 | Nagold Naturnahe, reich strukturierte Landschaft des Naturraumes Nagold-Heckengäu mit vielfältigen Trockengebietstypen, wie Halbtrockenrasen, Wacholderheiden, Staudensäumen, lichten Kiefern-Mischwäldern sowie zahlreichen Hecken; Schilfbestände an südostexponierten Quellen. | ⊙        | 13,7          | 29. Jan. 1996 |
| Kaltenbronn                                |      | 2.222 WDPA: 318626 | Bad Wildbad (Landkreis Calw), Gernsbach (Landkreis Rastatt) Naturnahes Hochmoor mit Moorwäldern als prioritäre Lebensräume im Sinne der FFH-Richtlinie 92/43/EWG; die unbeeinflusste Entwicklung der Hochmoor-, Moorrandkiefern- und Moorrandfichtenwald-Ökosysteme mit ihren besonderen Tier- und Pflanzenarten sind zu sichern und die wissenschaftliche Beobachtung der Entwicklung zu gewährleisten. Dies beinhaltet den Schutz der Lebensräume und -gemeinschaften, insbesondere der Hochmoorflächen und der seltenen naturnahen Waldgesellschaften, die sich im Gebiet befinden, sich im Verlauf der eigendynamischen Entwicklung ändern oder entstehen. | ⊙        | 394,6         | 22. Dez. 2000 |
| Eyach- und Rotenbachtal                    |      | 2.224 WDPA: 163015 | Gernsbach (Landkreis Rastatt), Dobel, Höfen an der Enz, Bad Wildbad (Landkreis Calw) Landschaftlich schöne Schwarzwaldtallandschaft; durch Wald, Dauergrünland und Gewässer geprägte Kulturlandschaft; Wasserläufe und Quellen, seltene und artenreiche Moorgesellschaften; Lebensraum bedrohter Tiere und Pflanzen. | ⊙        | 223,6         | 18. Dez. 2002 |
| Würm-Heckengäu                             |      | 2.226 WDPA: 319359 | Althengstett, Gechingen, Calw 18 Teilgebiete. Erhaltung der kleinräumig gegliederten Landschaft mit ihren typischen Landschaftselementen auf Muschelkalk wie Wacholderheiden, Halbtrockenrasen, Kalk-Magerwiesen, Streuobstwiesen, Steinriegeln, kleinen Steinbrüchen, flachgründigen Kalkscherbenäckern, Hecken und Staudensäumen, Kalk-Kiefern- und Laubmischwäldern, Quellhängen und Fließgewässern. | ⊙        | 299,8         | 28. Nov. 2003 |
| Legende für Naturschutzgebiet              |      |                    | |          |               |               |